# Torneo de Núremberg 2016
El Nürnberger Versicherungscup 2016 fue un torneo profesional de tenis que se jugó en canchas de arcilla. Se trata de la cuarta edición del torneo que forma parte de los Torneos WTA 2016. Se llevó a cabo en Núremberg, Alemania entre el 15 y el 21 de mayo de 2016.

## Cabeza de serie

### Individual
| Tenista            | Ranking | Preclasificada |
| Roberta Vinci      | 7       | 1              |
| Laura Siegemund    | 38      | 2              |
| Annika Beck        | 41      | 3              |
| Lesia Tsurenko     | 42      | 4              |
| Sabine Lisicki     | 44      | 5              |
| Misaki Doi         | 45      | 6              |
| Anna-Lena Friedsam | 50      | 7              |
| Yulia Putintseva   | 54      | 8              |

- Ranking del 9 de mayo de 2016

### Dobles
| Tenista                            | Ranking | Preclasificada |
| Kiki Bertens Johanna Larsson       | 103     | 1              |
| Oksana Kalashnikova Tatjana Maria  | 106     | 2              |
| Raluca Olaru Stephanie Vogt        | 128     | 3              |
| Vera Dushevina Anastasia Rodionova | 129     | 4              |

## Campeonas

### Individuales
Kiki Bertens venció a  Mariana Duque Mariño por 6-2, 6-2

### Dobles
Kiki Bertens /  Johanna Larsson vencieron a  Shuko Aoyama /  Renata Voráčová por 6-3, 6-4